# The Voice of Switzerland
The Voice of Switzerland è un programma televisivo svizzero che va in onda in prima serata su SRF 1 dal 26 gennaio 2013 con la conduzione di Sven Epiney. La prima e la seconda fase sono trasmesse il mercoledì e il sabato mentre quella live solo al sabato.
È la versione svizzera del talent show The Voice, format dei Paesi Bassi ideato da John de Mol.

## Il programma
Il format è costituito da tre fasi:
- Fase Blind / Audizioni al buio: Questa fase, si svolge in sei puntate registrate e montate ove i coach/giudici ascolteranno le esibizioni dei concorrenti concentrando la loro attenzione solo sulla loro voce senza vederli. Al termine di queste audizioni ciascun coach sceglierà 16 talenti per formare la propria squadra: se più coach, durante l'audizione, si contendono lo stesso candidato, sarà data a lui stesso la possibilità di scegliere da quale coach farsi seguire;
- Fase Battle / Gara a due: in queste tre puntate registrate e montate ciascun coach sceglierà due membri della propria squadra facendoli scontrare l'uno contro l'altro nell'interpretazione canora della stessa canzone. Alla fine dell'esibizione sarà il coach/giudice a scegliere chi dei due concorrenti meriterà di accedere alla terza fase ove la squadra di ciascun coach si ridurrà ad otto talenti.
- Fase Live Show / Esibizioni in diretta: in queste tre puntate dal vivo i cantanti di ciascuna squadra arriveranno sul palco avendo la possibilità di esibirsi in veri e propri concerti ove attraverso turni ad eliminazione diretta si avrà un vincitore per ogni squadra. I quattro finalisti, poi, si affronteranno nella finale che designerà il vincitore del talent ove i telespettatori con il televoto e i coach/giudici determineranno chi andrà avanti nella competizione.

## Cast
Il 4 giugno 2012 in un servizio del programma svizzero-tedesco Glanz und Gloria sono stati resi noti i vocal coach della prima edizione del talent show. Essi sono: Marc Sway, Stefanie Heinzmann, Stress e Philipp Fankhauser.
Il 3 ottobre 2012 si è dato a conoscere il conduttore tramite una notizia apparsa sul giornale svizzero-tedesco Schweizer Illustrierte online ed è Sven Epiney. Sempre nella stessa notizia si dice che Viola Tami modererà la parte legata al web.

## Riassunto delle stagioni

### Legenda
- Team Marc
- Team Stefanie

- Team Stress
- Team Philipp

| Edizione | Data di trasmissione              | Canale | Blind | Battles | Knockout | Live | Concorrenti | 1°               | 2°          | 3°                  | 4°              | Presentatore               | telespettatori | share |
| -------- | --------------------------------- | ------ | ----- | ------- | -------- | ---- | ----------- | ---------------- | ----------- | ------------------- | --------------- | -------------------------- | -------------- | ----- |
| 1ª'      | 26 gennaio 2013 - 16 marzo 2013   | SRF 1  | 6     | 3       | -        | 3    | 60          | Nicole Bernegger | Angie Ott   | Iris Moné           | Sarah Quartetto | Sven Epiney con Viola Tami | -              | -     |
| 2ª       | 22 febbraio 2014 - 19 aprile 2014 | SRF 1  | 6     | 2       | 1        | 3    | 60          | Tiziana Gulino   | Shem Thomas | Peter Brandenberger | Rahel Buchhold  | Sven Epiney con Viola Tami | -              | -     |